# Je te dis tout
Je te dis tout è un singolo della cantautrice francese Mylène Farmer, il secondo estratto dal nono album in studio Monkey Me.

## Composizione
Il singolo è una delle due ballate dell'album Monkey Me (insieme a Quand) e viene pubblicato come secondo singolo dopo il singolo apripista A l'ombre. Rappresenta una delle più belle canzoni d'amore di Mylène Farmer, in particolar modo per il testo che presenta una vera e propria dichiarazione d'amore nei confronti della persona amata. La musica è composta dallo storico produttore di Mylène Farmer, Laurent Boutonnat e presenta un onnipresente pianoforte che si mescola verso il finale con alcuni strumenti orchestrali, quali archi e violini.

## Promozione
Il singolo è stato presentato il 26 gennaio 2013 durante la cerimonia degli NRJ Music Awards 2013 aCannes..
È stato pubblicato in versione mp3 il 28 gennaio 2013 in una versione più breve e con un alcuni effetti mancanti nella versione dell'album. I supporti fisici destinati al pubblico (CD 3t e 45 giri) saranno invece pubblicati lunedì 4 marzo 2013. Grande fonte di promozione è stato sicuramente il mini sito dedicato esclusivamente alla canzone. In poco più di un mese il videoclip ha totalizzato le 500 000 visite su YouTube.

## Video musicale
Il videoclip è stato girato nel Parc de l'Abbaye de Chaalis, Oise (60), il 14 gennaio 2013 da François Hanss, regista dei video dei singoli Je te rends ton amour, Innamoramento eRedonne-moi e del video-lyrics della canzone Quand, anch'essa estratta da Monkey Me. Il luogo in cui è stato girato il videoclip è il Parc de l'Abbaye de Chaalis dans l'Oise, in una zona paludosa e ricca di vegetazione. L'uscita del videoclip viene anticipata dall'apertura di un sito dedicato esclusivamente alla canzone, in cui visitando la pagina si è potuto "svelare" un'immagine pixellata che ritrae la cantante nel clip (scatto fotografico di Nathalie Delépine), prima di visualizzare il video nella sua integrità. Nel videoclip, pubblicato il 29 gennaio 2013, la cantante rema su una barca con un look che ricorda lo stile anni ottanta dei suoi primi videoclip. Alle scene della barca vengono alternate quelle in cui la cantante è circondata da un cavallo e dalla natura. Il video rappresenta un vero e proprio ritorno alle origini, poiché ricorda molto alcune scene di altri videoclip di Mylène Farmer del passato, come la barca di À quoi je sers..., le pose tra la natura di Innamoramento, o la figura del cavallo nei videoclip Libertine, Pourvu qu'elles soient douces o Fuck Them All.

## Versioni ufficiali
1. Je te dis tout (Album Version)  - 5:30
2. Je te dis tout (Instrumental Version)  - 5:28
3. Je te dis tout (Radio Edit)  - 4:10

### Supporti
- Versione mp3[13]
- CD Promo
- CD 3t
- Vinile 45 giri[14]

## Crediti
- Testo: Mylène Farmer
- Musica: Laurent Boutonnat
- Design copertina singolo: Henry Neu

## Classifiche
| Classifica (2013) | Posizione massima |
| ----------------- | ----------------- |
| Francia           | 3                 |
| Belgio (Vallonia) | TBA               |